# اشر-لا-فوره
اچرس-لا-فورت (به فرانسوی: Achères-la-Forêt) یک کمون در فرانسه است که در Canton of Chapelle-la-Reine واقع شده‌است.

## خصوصیات
اچرس-لا-فورت ۱۲٫۶ کیلومترمربع مساحت و ۱٬۲۴۶ نفر جمعیت دارد.